# Gaig eurasiàtic
El gaig eurasiàtic o senzillament gaig (Garrulus glandarius) és una espècie d'ocell de la família dels còrvids. Pel que fa a l'abundància, és comú i de comportament sedentari, i es distribueix arreu de la península Ibèrica.

## Característiques
És un ocell de mida mitjana, d'uns 30 o 35 cm de longitud i una envergadura d'uns 53 o 59 cm.
Colors: Cresta de plomes curtes i blaves erèctil, llistat de blanc i negre, i amb un ample traç negre que va des del bec fins a l'extrem inferior de cada galta. És de color bru rosat, amb el carpó blanc i la cua negra, i porta una taca blanca i negra a les ales molt marcada. Les plomes del colze són llistades de blau i negre. Ales arrodonides.
A més del seu característic crit (un estrident grall semblant a “scaaaaacgg”), posseeix un ample vocabulari, que inclou un sonor i ressonant “quiu” i un so cloquejant que pot ser imitació del de la garsa.

## Hàbitat
El gaig és un ocell visible durant la major part de l'any. A l'època de cria és més silenciós i més difícil de veure, ja que s'escorre de branca en branca sota una densa coberta de fulles.
Els gaigs estan molt més lligats als boscos que la majoria dels altres còrvids de la península Ibèrica; poden trobar-se també en parcs urbans, però rarament es veuen lluny d'arbres. A l'estiu prefereixen boscos oberts i a l'hivern, durant les setmanes en què l'aliment és escàs, semblen dependre principalment de frondoses.

## Alimentació
Glans, ous, fruita i ocells, insectes i larves a la primavera i l'estiu, ocasionalment cucs, ratolins i llangardaixos, i fins i tot el perdedor d'una confrontació entre dos gaigs pot ser un gran àpat.
A la tardor agafen glans i les enterren; més tard, durant el mal temps, tornen a menjar als seus dipòsits amagats.

## Comportament social
Al començament de la primavera, els gaigs es tornen ocells socials i es reuneixen en cerimònies en què s'empaiten els uns als altres amb un lent bategar d'ales. En altres èpoques, fora de la de cria, es desplacen en parelles o en petits grups.

## Nidificació

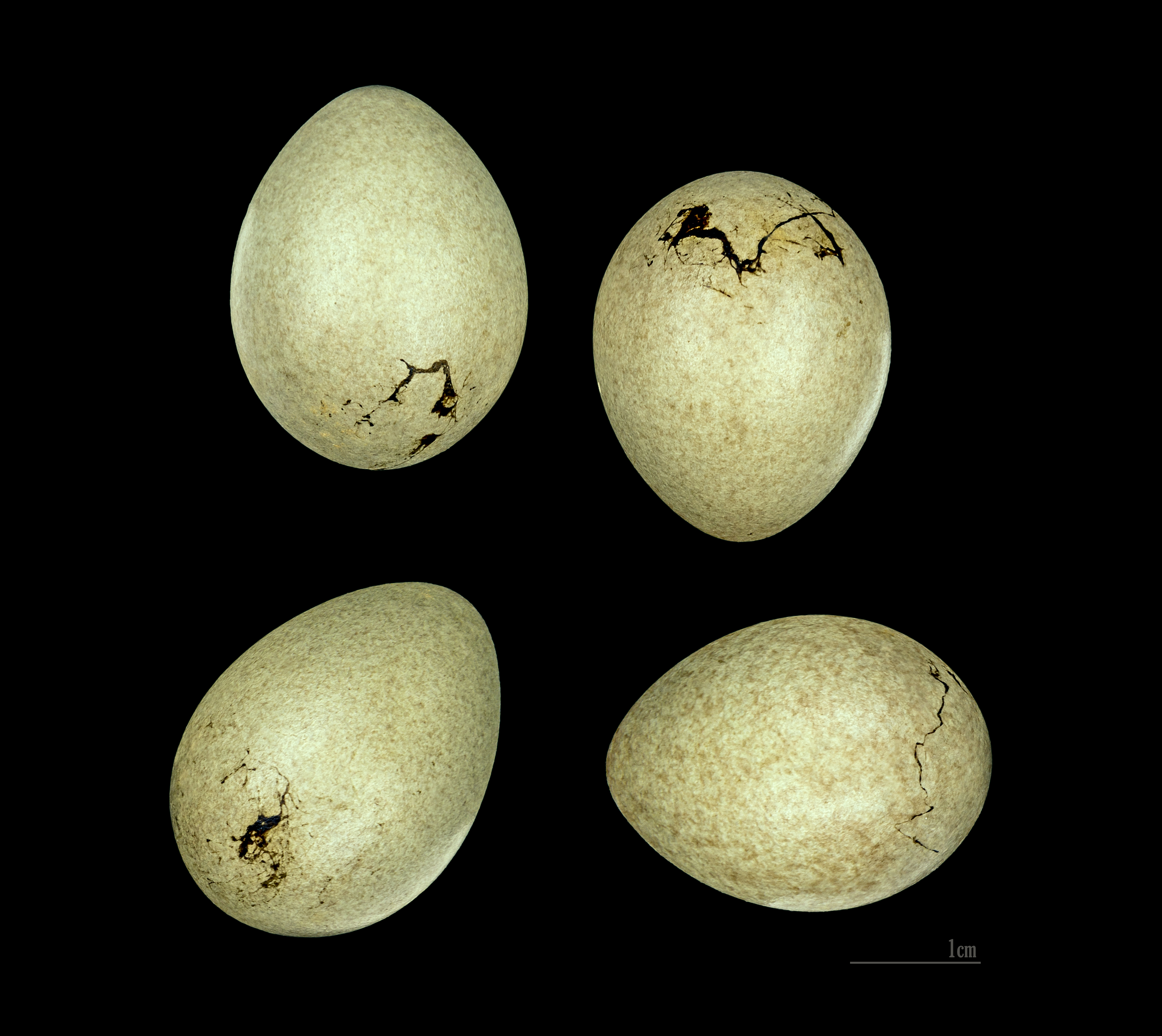
Garrulus glandarius

Tots dos sexes construeixen el niu, fet de branques i revestit amb arrels petites i pèls, en arbustos o arbres, a una alçada d'un a sis metres. La posta és entre abril i juny, i la femella pon de tres a sis ous tenyits de verd amb taques marró-verdoses. La incubació, que dura uns setze dies, la fa únicament la femella, però els pollets són alimentats per tots dos pares. Passats uns vint dies, els pollets abandonen el niu.